# Atoni
Atoni (také známí jako Atoin Meto, Atoin Pah Meto nebo Dawan) jsou etnickou skupinou žijící na Timoru, v indonéském Západním Timoru a východotimorské enklávě Oecusse-Ambeno. Jejich počet se pohybuje kolem 926 tisíc. Mluví převážně jazykem uab meto. Žijí ve "vesnicích" o 50 až 60 lidech. Každá vesnice je obklopená kamenným plotem nebo keři, na okraji jsou pole a ohrady pro dobytek. Domy obvykle tvoří kruhový shluk nebo sledují silnici.

## Historie
Australo-Papuánci, kteří žili přibližně 40000 až 20000 př. n. l., se pravděpodobně během poslední doby ledové dostali na Timor ze severu a ze západu. V té době byly Velké Sundy spojeny s asijským kontinentem pozemními mosty a námořní cesta na Timor byla výrazně kratší. Jejich potomci, etnická skupina Atoni, představuje původní obyvatelstvo Timoru a vyznačuje se velmi tmavou pletí a rovnými černými vlasy. Pokud vycházíme z předpokladu, že piroga byla vynalezena až 7000 př. n. l., lze předpokládat, že jejich cesta vedoucí přes moře byla překonávána pomocí vorů. Ani zemědělství 20000 př. n. l. nebylo běžné. Lidé tehdy žili v malých klanech nebo kmenech, které se pohybovaly jako lovci a sběrači bez zakládání stabilních osad. Následnými vlnami migrace byli Atoniové zatlačeni zpět do západní části ostrova.

## Prostorová symbolika
Podle etnografa Clarkeho Cunninghama je kultura etnické skupiny Atoni pozoruhodná svou prostorovou symbolikou spojenou s genderovou dichotomií. Je zde důležitý princip mužského a ženského pohlaví, stejně jako duality slunce/země, světlo/tma, otevřeno/zavřeno, období sucha/období vlhka, vnější/vnitřní, centrální/periferní, sekulární/sakrální, pravá/levá a tak dále. Tento princip také ovlivňuje prostorovou konfiguraci jejich obydlí.
Pravá strana domu (z pohledu směrem ke dveřím) je vždy mužská, zatímco levá část je ženská. Střed domu (a půda) je mužský, zatímco periferie domu je ženská. Interiér domu je ženský, terasa mužská. Dům je ženský a dvůr mužský. Tento princip koncipuje dům Atoniů jako mikrokosmos. Dům také vyjadřuje společenský řád.
Složitější dům se nazývá Ume Atoni (Atoni v jejich jazyce znamená muž). Dům je převážně mužský. Atoniové vítají své hosty v komunitním domě zvaném Lopo. Lopo je vždy umístěno před hlavním domem a je orientováno na silnici, což podtrhuje jeho otevřenost a dostupnost pro komunitu i návštěvníky.
Kromě toho je každý hlavní směr spojen s genderem, stejně jako různé části domu. Pohlaví a gender nejsou vždy v souladu, protože důležitý muž ve společnosti je nazýván "žena-muž", kdy jde vždy o muže vykonávajícího stereotypně ženské povinnosti.

## Organizace společnosti

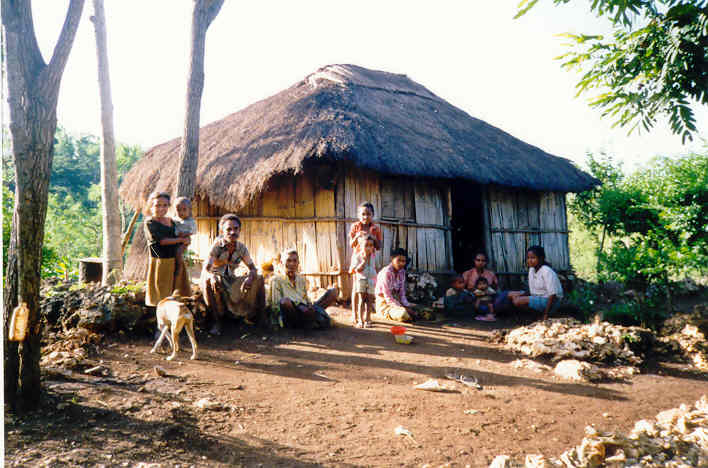
Domácnost Atoniů, 1990

Neodmyslitelná vazba příbuzenské skupiny na konkrétní teritorium tvoří základní princip organizace tohoto etnika. Základem a centrem jejich sociálních aktivit je "minimální linie", což je nejnižší úroveň spolupracujících rodových skupin. Každá linie (ume, dům, domácnost, rodina) jako místní, unilineární rodová skupina tvoří relativně autonomní domácnost (ume), jejíž členové jsou ve vzájemném agnátním vztahu (tedy příbuzenská skupina založená na otcovské linii): muž, jeho žena a jejich děti, dospělí synové a jejich rodiny, stejně jako bratři muže s jejich dospělými syny a jejich rodinami. Takovéto ume tedy představuje rozšířenou rodinu, ve které žijí dvě nebo více unilineárně příbuzenských generací. Pro tuto ume platí přísné pravidlo exogamie, její členové se vůči vnějším osobám považují za celek. Ume je součástí klanu (kanaf), který zahrnuje všechny osoby, jež mohou svou příbuznost vyvodit od společného (mytického či genealogicky přímo nedohledatelného) předka.
Tradiční vzor osídlení je vesnička zvaná kuan, jeden z těchto kuanů představuje místo původu, které označuje první osídlení země předky. Toto je "svatý kámen, svatý pramen", tedy místo, které je hluboce spjato s názvem určité skupiny. Kuan není vesnice v obvyklém slova smyslu. Jedná se o rozptýlené statky, z nichž každý je obýván pouze jednou ume. Teritoriální komplex kuan tvoří osídlenecký prostor jmenné skupiny (kanaf), což je jedna z mnoha unilineárních rodových jednotek, jejíž členové nesou stejné jméno. Jmenná skupina obvykle zahrnuje čtyři až deset ume.
"Vesnice" Atoniů se tedy skládá z členů jedné unilineární rodové skupiny, neexistují žádné jiné vesnice stejné skupiny. Členové jednotlivých teritoriálních svazů jsou spojeni přísným pravidlem exogamie, což znamená, že vztahy mezi nimi jsou založeny na vzájemných sňatcích a příbuzenských vazbách.

## Politická organizace

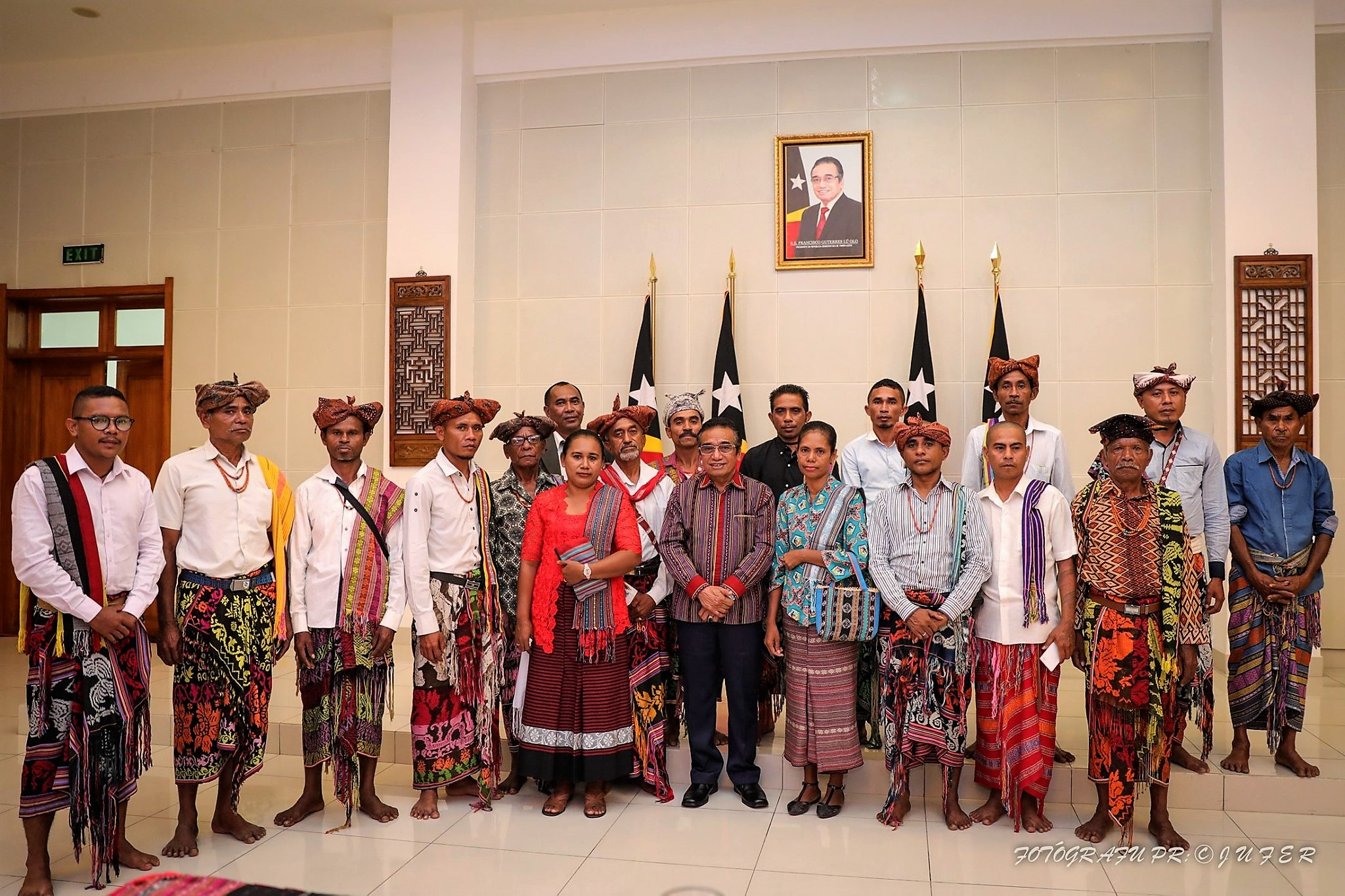
Politická delegace Atoniů u prezidenta Východního Timoru Francisca Guterrese, 2019

V minulosti byl Západní Timor velmi nestabilní kvůli sektářským zájmům jednotlivých linií, vesnic a jednotlivců. Moc a vliv malého krále (Liurai) obvykle nezasahoval za hranice jeho vlastního území. Autochtonní politické představy Atoniů čerpají svou legitimitu z ústní tradice. Primárně jde o improvizovaně komponované ústní básně, které jsou speciálními funkcionáři (básníky-mluvčími) přednášeny během rituálů životního cyklu.
Geograficky své území toto etnikum organizuje podle dvou principů. V souladu s principem reciprocity, který vychází ze vzorců příbuzenských vztahů, postavili Atoniové různé politické skupiny, které jsou uspořádány podle hlavních světových stran, proti sobě. Kategorie feto-mone (ženské/mužské) a olif-tataf (mladší bratr/starší bratr) slouží jako strukturovací princip, který je doplněn a rozšířen třetí kategorií nanan-mone (vnitřní/vnější). Vzájemné vztahy těchto skupin, jejich práva a povinnosti, přinášejí těsné spojení mezi agnátovými a affiniálními příbuznými (na základě manželství) v rámci ume na úroveň teritoriální a politickou. Politická organizace označuje tyto vztahy prostřednictvím sociální pozice jednotlivých politických funkcionářů uvnitř sociálních svazků a ve vztahu k teritoriálnímu vlastnictví.
V politických institucích platí princip, že alespoň dvě politické jednotky obklopují centrum a jsou vůči němu komplementární. Prostorové rozdělení území do nanan-mone a rovnost těchto prostorů s kvalitami jako pasivní (ženský) nebo aktivní (mužský) je reprezentováno postavou Atupy (sakrální vládce s rituálními funkcemi pro politické území) a jeho čtyřmi Fetory (světští vládci, kteří vykonávají výkonné funkce pro politické území).

## Náboženství

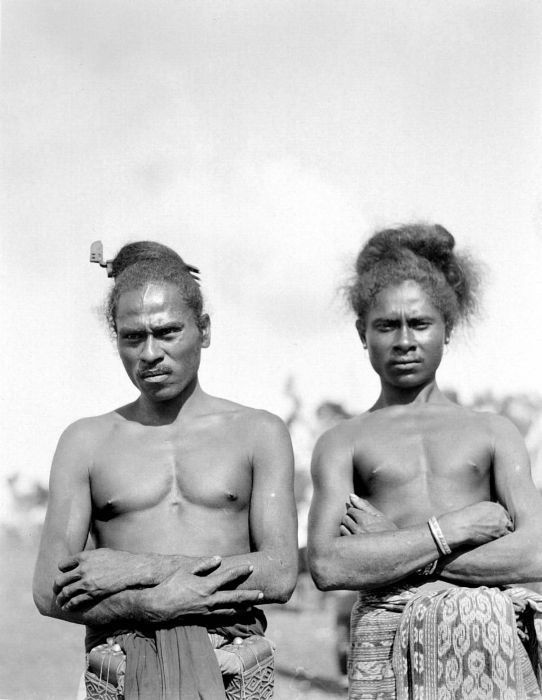
Dva muži, 1. polovina 20. století

Intenzivní protestantská i katolická misie začala mezi touto etnickou skupinou působit až roku 1910. I praktikující křesťané jsou stále zakořeněni ve své domorodé náboženské tradici. Je těžké posoudit, do jaké míry jsou stále ovlivněni původními náboženskými představami, myšlením a chováním, zejména u venkovské populace, v kontextu indonéské národní diskriminace. Podle sociálních systémů jsou i náboženské představy Atoniů uspořádány kolem komplementárních polarit, které vycházejí z antropomorfního kosmu. Pod označením uis neno (Pán nebes) a uis pah (Pán země) personifikují a uctívají nebe a zemi jako předpoklad a základ jejich zemědělství. Uis pah (ženská země) a uis neno (mužské nebe) jsou považovány za komplementární pár. Společně tvoří božskou dvojici, přičemž mužský uis neno vykonává určitou hegemonii. Tato hegemonie však není tak silná, že by uis pah byla pouze emanací uis neno. Oba představují odlišné, vzájemně nezávislé, ale nikoliv izolované jednotky. Nemohou být odděleny, jedna bez druhé nemůže existovat. Suchá země (uis pah) se stává úrodnou teprve díky životodárnému dešti (semenu) nebe (uis neno). Pohlavní polarita mezi nebem a zemí je na Timoru a v celé východní Indonésii velmi rozšířeným myšlenkovým proudem.
Jako "Bůh vody" je uis neno identický s krokodýlem (v rituální řeči nazývaný uis oe, pán vody), jehož přirozeným prostředím jsou pobřežní oblasti, řeky a jezera na Timoru.

## Zajímavosti
Na počest národa Atoniů byl pojmenován druh scinka, Eremiascincus antoniorum, který se endemicky vyskytuje na Timoru.